# Épreuve 5 de Sheffield de snooker 2010
L'Épreuve 5 de Sheffield 2010 est un tournoi de snooker classé mineur, qui s'est déroulé du 7 au 10 octobre 2010 à la World Snooker Academy de Sheffield en Angleterre.

## Déroulement
Il s'agit de la septième épreuve du championnat européen des joueurs, une série de tournois disputés en Angleterre (7 épreuves) et en Europe continentale (5 épreuves), lors desquels les joueurs doivent accumuler des points afin de se qualifier pour la grande finale à Dublin.
Le tournoi fait partie des six épreuves tenues en Angleterre à Sheffield.
L'événement compte un total de 161 participants dont 128 ont atteint le tableau final. Le vainqueur remporte une prime de 10 000 £.
Le tournoi est remporté par Ding Junhui qui défait Jamie Jones sur le score de 4 manches à 1 en finale. Ding s'est qualifié à l'issue de manches décisives à trois reprises lors des premiers tours. Il ne pourra cependant pas participer à la grande finale car il n'a pris part à aucune des quatre premières épreuves à Sheffield, en raison d'un problème de visa.

## Dotation
La répartition des prix est la suivante :
- Vainqueur : 10 000 £
- Finaliste : 5 000 £
- Demi-finaliste : 2 500 £
- Quart de finaliste : 1 500 £
- 8èmes de finale : 1 000 £
- 16èmes de finale : 600 £
- Deuxième tour : 200 £
- Dotation totale : 50 000 £

## Phases finales
|  | Quarts de finale au meilleur des 7 manches | Quarts de finale au meilleur des 7 manches | Quarts de finale au meilleur des 7 manches |             |              | Demi-finales au meilleur des 7 manches | Demi-finales au meilleur des 7 manches | Demi-finales au meilleur des 7 manches |  |  | Finale au meilleur des 7 manches | Finale au meilleur des 7 manches | Finale au meilleur des 7 manches |
|  |                                            |                                            |                                            |             |              |                                        |                                        |                                        |  |  |                                  |                                  |                                  |
|  |                                            | Rory McLeod                                | 2                                          |             |              |                                        |                                        |                                        |  |  |                                  |                                  |                                  |
|  |                                            | Ricky Walden                               | 4                                          |             |              |                                        |                                        |                                        |  |  |                                  |                                  |                                  |
|  |                                            | Ricky Walden                               | 4                                          |             | Ricky Walden | 2                                      |                                        |                                        |  |  |                                  |                                  |                                  |
|  |                                            |                                            |                                            |             | Ricky Walden | 2                                      |                                        |                                        |  |  |                                  |                                  |                                  |
|  |                                            |                                            | Jamie Jones                                | 4           |              |                                        |                                        |                                        |  |  |                                  |                                  |                                  |
|  |                                            | Jamie Jones                                | Jamie Jones                                | 4           | 4            |                                        |                                        |                                        |  |  |                                  |                                  |                                  |
|  |                                            | Jamie Jones                                |                                            |             | 4            |                                        |                                        |                                        |  |  |                                  |                                  |                                  |
|  |                                            | Patrick Wallace                            | 3                                          |             |              |                                        |                                        |                                        |  |  |                                  |                                  |                                  |
|  |                                            |                                            |                                            |             |              |                                        |                                        |                                        |  |  |                                  | Jamie Jones                      | 1                                |
|  |                                            |                                            |                                            | Ding Junhui | 4            |                                        |                                        |                                        |  |  |                                  |                                  |                                  |
|  |                                            | Ding Junhui                                | 4                                          |             |              |                                        |                                        |                                        |  |  |                                  |                                  |                                  |
|  |                                            | Dominic Dale                               | 2                                          |             |              |                                        |                                        |                                        |  |  |                                  |                                  |                                  |
|  |                                            | Dominic Dale                               | 2                                          |             | Ding Junhui  | 4                                      |                                        |                                        |  |  |                                  |                                  |                                  |
|  |                                            |                                            |                                            |             | Ding Junhui  | 4                                      |                                        |                                        |  |  |                                  |                                  |                                  |
|  |                                            |                                            | Andrew Higginson                           | 1           |              |                                        |                                        |                                        |  |  |                                  |                                  |                                  |
|  |                                            | Marco Fu                                   | Andrew Higginson                           | 1           | 0            |                                        |                                        |                                        |  |  |                                  |                                  |                                  |
|  |                                            | Marco Fu                                   |                                            |             | 0            |                                        |                                        |                                        |  |  |                                  |                                  |                                  |
|  |                                            | Andrew Higginson                           | 4                                          |             |              |                                        |                                        |                                        |  |  |                                  |                                  |                                  |

## Finale
| Finale au meilleur des 7 manches Arbitre : ???     |                          |                   |
| Jamie Jones Pays de Galles                         | 1 - 4 ( - )              | Ding Junhui Chine |
| 0 35                                               | Centuries Meilleur break | 0 60              |
| Ding Junhui remporte l'Épreuve 5 de Sheffield 2010 |                          |                   |